# 林美娟
林美娟（1975年—），海南保亭人，黎族，中华人民共和国政治人物、第十二届全国人民代表大会海南地区代表。
毕业于海南省保亭进修师范学校专业。加入中国共产党。2013年，担任全国人大代表。